# Vincenzo Bellavere
Vincenzo Bellavere (també Bell'haver, Bell'aver, Belaver) (Venècia, vers. 1540-1541 – id. 29 d'agost de 1587), fou un compositor italià de l'escola veneciana.
Fou deixeble de Andrea Gabrieli i va ser segon organista de la Basílica de Sant Marc.
Se li deuen nombrosos madrigals que publicà en tres volums amb els títols de; Madrigali a cinquè et sei voci (Venècia, 1567 i 1575). En altres col·leccions també es publicaren madrigals de Bellavere.